# Rafael Lucas Rodríguez
Rafael Lucas Rodríguez Caballero (San Ramón, 24 de marzo de 1915 - 29 de enero de 1981), fue biólogo, botánico y dibujante de naturaleza costarricense. Nació en San Ramón, el 24 de marzo de 1915. Desde su infancia lo ocuparon dos aficiones: la naturaleza y el dibujo. Cursó los estudios primarios en las escuelas Juan Rudín y Porfirio Brenes. Después se traslada a Estados Unidos a continuar su enseñanza impulsado por su vocación docente, al regresar a Costa Rica y aún muy joven, laboró en el Liceo de Costa Rica como asistente preparador de las lecciones de Historia Natural, Zoología y Botánica. En 1941, cuando la Universidad de Costa Rica abrió sus puertas, don Rafael Lucas ingresó a la Escuela de Ciencias, en la que permaneció estudiando por espacio de cuatro años. Con el fin de ampliar sus conocimientos, en 1945 obtuvo una beca y se trasladó a la Universidad de Berkeley, en California. En ese importante centro docente se graduó de Doctor. En el transcurso de su vida de estudio alcanzó los siguientes títulos: Licenciado en Ciencias Biológicas, Master of Arts y Doctor en Filosofía

## Obras
- Rafael Lucas Rodríguez escribió artículos para revistas científicas, libros de textos y guías de laboratorio.
- Ensayos de divulgación para la prensa y para el Almanaque Escuela para todos.
- Impartió innumerables conferencias, en torno a temas como la Evolución humana o Los problemas raciales a la luz de la biología.
- Fue uno de los fundadores de la Revista de Biología Tropical, de la Organización para los estudios Tropicales, de la Sociedad Costarricense de Orquideología, y del Jardín Botánico Lankester.

### Otras publicaciones
- rafael lucas Rodríguez. 1966. Plantas ornamentales de Costa Rica. 14 pp.

- -----------------------------. 1964. Orquídeas de Costa Rica. Número 6 de Boletín (Museo Nacional de Costa Rica. Asociación de los Amigos del Museo) 6 pp.

- -----------------------------. 1957. Systematic anatomical studies on Myrrhidendron and other woody Umbellales. Editor University of California pressLOL

## Honores

### Epónimos
- Refugio de Fauna Silvestre Rafael Lucas Rodríguez Caballero, en Palo Verde[1]

- La abreviatura «Lucas Rodr.» se emplea para indicar a Rafael Lucas Rodríguez como autoridad en la descripción y clasificación científica de los vegetales.[2]